# William Murray
William Murray, primer conde de Mansfield (Perthshire, 2 de marzo de 1705 - Londres, 20 de marzo de 1793), fue un juez, político, abogado y par británico mejor conocido por sus reformas al Derecho de Inglaterra. Nacido en el Palacio de Scone, Perthshire, en una familia de la nobleza escocesa, se educó en Perth antes de mudarse a Londres a la edad de 13 años para estudiar en la Westminster School. Aceptado en Christ Church, Oxford en mayo de 1723, Mansfield se graduó cuatro años más tarde y regresó a Londres, donde fue llamado al Colegio de Abogados por Lincoln's Inn en noviembre de 1730 y rápidamente se ganó una reputación como excelente barrister.
Se involucró en la política británica en 1742, comenzando con su elección a la Cámara de los Comunes como miembro del Parlamento por Boroughbridge y su nombramiento como Solicitor general para Inglaterra y Gales. En ausencia de un fuerte Fiscal General, Mansfield se convirtió en el principal portavoz del gobierno en la Cámara de los Comunes, donde se destacó por sus "grandes poderes de elocuencia" y fue descrito como «más allá de toda comparación, el mejor orador». Con el ascenso de Sir Dudley Ryder a Lord Presidente del Tribunal Supremo en 1754, Mansfield se convirtió en Fiscal General y, cuando Ryder murió inesperadamente varios meses después, ocupó su lugar como Presidente del Tribunal Supremo.
Como el jurista británico más poderoso del siglo XVIII, las decisiones de Mansfield reflejaron la era de la Ilustración y llevaron al país por el camino de la abolición de la esclavitud. Hizo avanzar el derecho comercial de una manera que ayudó a establecer a Gran Bretaña como líder mundial en la industria, las finanzas y el comercio; modernizó tanto el derecho inglés como los tribunales de Inglaterra; racionalizó el sistema de presentación de mociones y reformó la forma en que se dictaban sentencias para reducir los gastos para las partes. Por su trabajo en Carter v Boehm y Pillans v Van Mierop, Mansfield ha sido llamado el fundador del derecho comercial inglés.
Mansfield también es conocido por su sentencia en Somerset contra Stewart, donde sostuvo que la esclavitud no tenía base en el derecho consuetudinario y nunca había sido establecida por el derecho positivo en Inglaterra, y por lo tanto no era vinculante por ley.  Aunque la sentencia no prohibió explícitamente la esclavitud ni en Gran Bretaña ni en las colonias británicas, jugó un papel importante en las primeras etapas del movimiento abolicionista británico e inspiró desafíos a la esclavitud en ambos lados del Atlántico.

## Primeros años y educación
Murray nació el 2 de marzo de 1705 en el Palacio de Scone en Perthshire, Escocia, el cuarto hijo del quinto vizconde de Stormont y su esposa Margaret como uno de once hijos.   Sus padres eran fuertes partidarios de la causa jacobita,  y su hermano mayor James siguió a Jacobo Francisco Eduardo Estuardo al exilio, lo que dejó las finanzas de la familia relativamente empobrecidas.  Las simpatías jacobitas de la familia de Murray fueron pasadas por alto por sus contemporáneos, quienes afirmaban que había sido educado en la Lichfield Grammar School con muchos otros miembros de la judicatura inglesa. Esto era incorrecto, ya que Murray fue educado en la Perth Grammar School, donde le enseñaron latín, gramática inglesa y lo capacitaron para escribir ensayos.  Más tarde dijo que esto le dio una gran ventaja en la universidad, ya que a los estudiantes educados en Inglaterra se les había enseñado griego y latín, pero no cómo escribir correctamente en inglés. Mientras estaba en la Perth Grammar School, se hizo evidente que Murray era particularmente inteligente. En 1718, su padre y su hermano mayor decidieron enviarlo a la Westminster School ya que James conocía al decano, Francis Atterbury. Murray, de trece años, viajó solo con un pony que le regaló su padre. La distancia entre Perth y Londres era de alrededor de 400 millas (643,7 km), y el viaje le tomó 54 días. Murray prosperó en Westminster y fue nombrado Becario del Rey el 21 de mayo de 1719. 
Después de un examen en mayo de 1723, Murray fue aceptado en Christ Church, Oxford, habiendo obtenido una puntuación más alta en el examen que cualquier otro King's Scholar ese año. Fue admitido como plebeyo el 15 de junio de 1723 y se matriculó el 18 de junio. Los registros indican que venía de Bath y no de Perth, ya que la persona que registraba los nombres de los nuevos estudiantes no podía entender su acento escocés. Su hermano mayor era abogado en Escocia (el equivalente escocés de un abogado en Inglaterra) y su familia decidió que una carrera como abogado era lo mejor para Murray. En aquella época, el Colegio de abogados de Escocia estaba abarrotado de gente, lo que dificultaba que un abogado joven se labrase una reputación, y, además, obtener el título de abogado en el Colegio de Abogados de Inglaterra era extremadamente caro. Gracias al patrocinio de Thomas Foley, primer barón Foley, que le dio a Murray 200 libras al año para vivir, Murray pudo estudiar derecho y se convirtió en miembro del Lincoln's Inn el 23 de abril de 1724.
Después de la muerte de Jorge I el 11 de junio de 1727, Murray participó y ganó un concurso para escribir un poema en latín titulado «La muerte del rey». Sus acciones fueron vistas como una muestra de apoyo a la casa de Hannover y al status quo político, algo extraño considerando las fuertes simpatías jacobitas de su familia. Probablemente hizo esto porque, al no tener ingresos privados, deseaba conseguir patrocinio que le ayudara a avanzar políticamente.  Otro participante fue William Pitt, quien fue su rival constante hasta su muerte en 1778.  Hay muy poca información sobre la estancia de Murray en Oxford. Se sabe que estudió historia antigua y moderna, dominó el francés y adquirió un buen conocimiento del derecho romano. También aprendió a hablar latín con fluidez, traduciendo las obras de Cicerón al inglés y luego nuevamente al latín. Obtuvo su bachillerato en letras en 1727 y viajó a Londres para formarse como abogado.

## Vida familiar

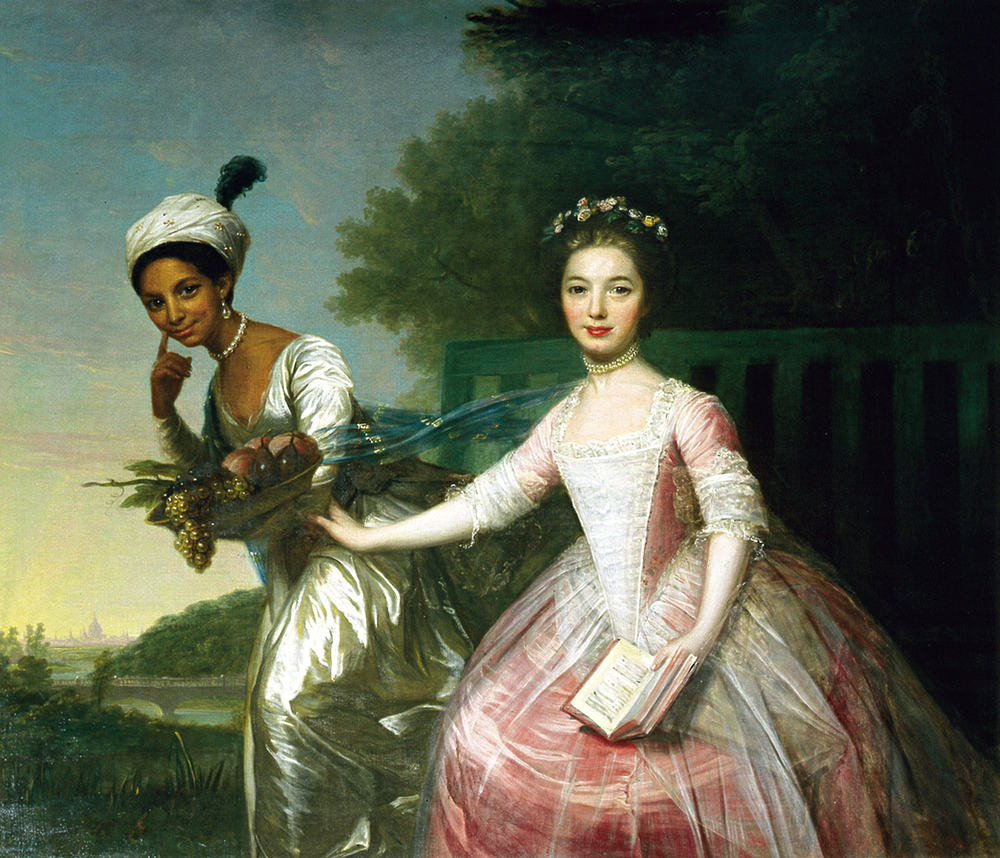
Dido Belle (izquierda) y Lady Elizabeth Murray (derecha)

Murray se casó con Lady Elizabeth Finch, hija menor de Daniel Finch, segundo conde de Nottingham y séptimo conde de Winchilsea y Anne Hatton. No tuvieron hijos propios, pero cuidaron de su sobrina nieta, Lady Elizabeth Murray (nacida en 1760), hija del sobrino y heredero de Mansfield, David Murray, séptimo vizconde de Stormont, después de que su madre muriera. Cuando el otro sobrino de Mansfield, Sir John Lindsay, regresó a Gran Bretaña en 1765 después de la guerra de los Siete Años y su destino en las Indias Occidentales, trajo consigo a su hija ilegítima, Dido, cuya madre, Maria Bell, era una mujer esclavizada de ascendencia africana. Dido Elizabeth Belle nació esclava en 1761 fue bautizada el 17 de noviembre de 1766 en Londres, 8 meses después de la llegada de Lady Elizabeth. Se ha planteado la hipótesis de que Mansfield acogió a Dido para proporcionar a la afligida Lady Elizabeth una compañera que más tarde sería su asistente personal.
Mansfield también ayudó a orientar a su sobrino y heredero, David Murray, séptimo vizconde de Stormont. Más tarde, sus sobrinas y hermanas solteras de Lord Stormont, Lady Anne y Lady Marjory Murray, vendrían a vivir a Kenwood para cuidar de Lord y Lady Mansfield en su vejez.

## En la barra inglesa
El primer contacto de Murray cuando se mudó a Londres fue William Hamilton, un abogado nacido en Escocia que se decía que era el primer escocés en ejercer en el Colegio de Abogados de Inglaterra y una de las pocas personas que estaba calificada para actuar como abogado tanto en Inglaterra como en Escocia. Hamilton había sido uno de los patrocinadores de Murray cuando se unió a Lincoln's Inn en 1724 y, cuando Murray llegó a Londres lo ayudó a encontrar un estudio de abogados en el número 1 de Old Square.   En esa época no existía una educación jurídica formal, y el único requisito para que una persona fuera admitida en el Colegio de Abogados era haber comido cinco cenas al semestre en el Lincoln's Inn y haber leído la primera frase de un trabajo preparado para ella por el mayordomo.  Así, la mayor parte de la formación práctica de Murray provino de la lectura de los documentos en la cámara de Hamilton y de escuchar a Lord Raymond hablar en el tribunal, junto con la tutoría de Thomas Denison sobre cómo escribir alegatos especiales. Murray también estudió varios textos, incluyendo la Ordenanza de la Marina francesa (un predecesor del Código Civil de Francia), las obras de Bracton y Littleton, y "composiciones groseras y burdas" sobre derecho municipal.
Murray fue convocado al Colegio de Abogados el 23 de noviembre de 1730, ocupando un despacho en el número 5 de King's Bench Walk. En esa época fue presentado a Alexander Pope y, a través de su amistad, conoció a miembros de la aristocracia, algunos de los cuales más tarde se convirtieron en sus clientes, entre ellos Sarah Churchill, duquesa de Marlborough. Pope también le enseñó oratoria, lo que le ayudó enormemente en la corte.  Sus dos primeros casos fueron en el Tribunal de Sesiones inglés en 1733, donde fue dirigido por Charles Talbot y Philip Yorke. El apoyo de Talbot y Yorke le permitió obtener una práctica respetable en la Court of Chancery.
Murray utilizó sus primeras ganancias profesionales para comprar un juego de té de porcelana y plata para su cuñada, Lady Stormont (madre de su sobrino David Murray, séptimo vizconde de Stormont). Es posible que Lady Stormont haya brindado a Murray algún apoyo financiero mientras era estudiante de derecho, además de enviarle paquetes de comida, incluida su mermelada escocesa favorita, cuando era un joven abogado.
Las Actas de Unión de 1707 habían fusionado el Reino de Inglaterra y el Reino de Escocia en una sola entidad nacional, pero conservaron sistemas jurídicos separados. Sin embargo, la Cámara de los Lores se convirtió en el tribunal de apelación más alto tanto en el derecho inglés como en el escocés y, como resultado, a partir de 1707 los casos escoceses apelados desde el Tribunal de Sesiones se enviaron allí. Un abogado tenía que estar familiarizado con las leyes escocesas e inglesas para tratar estos casos, y Murray encontró su nicho actuando en casos escoceses en la Cámara de los Lores ya en 1733.  Su trabajo en Moncrieff v Moncrieff en 1734 estableció a Murray como un brillante joven abogado elogiado por su desempeño por los Lords Cowper y Parker. Después de Moncrieff, Murray estuvo involucrado en casi todos los casos en la Cámara de los Lores, ya sea que hubieran sido apelados ante un tribunal escocés o no. 

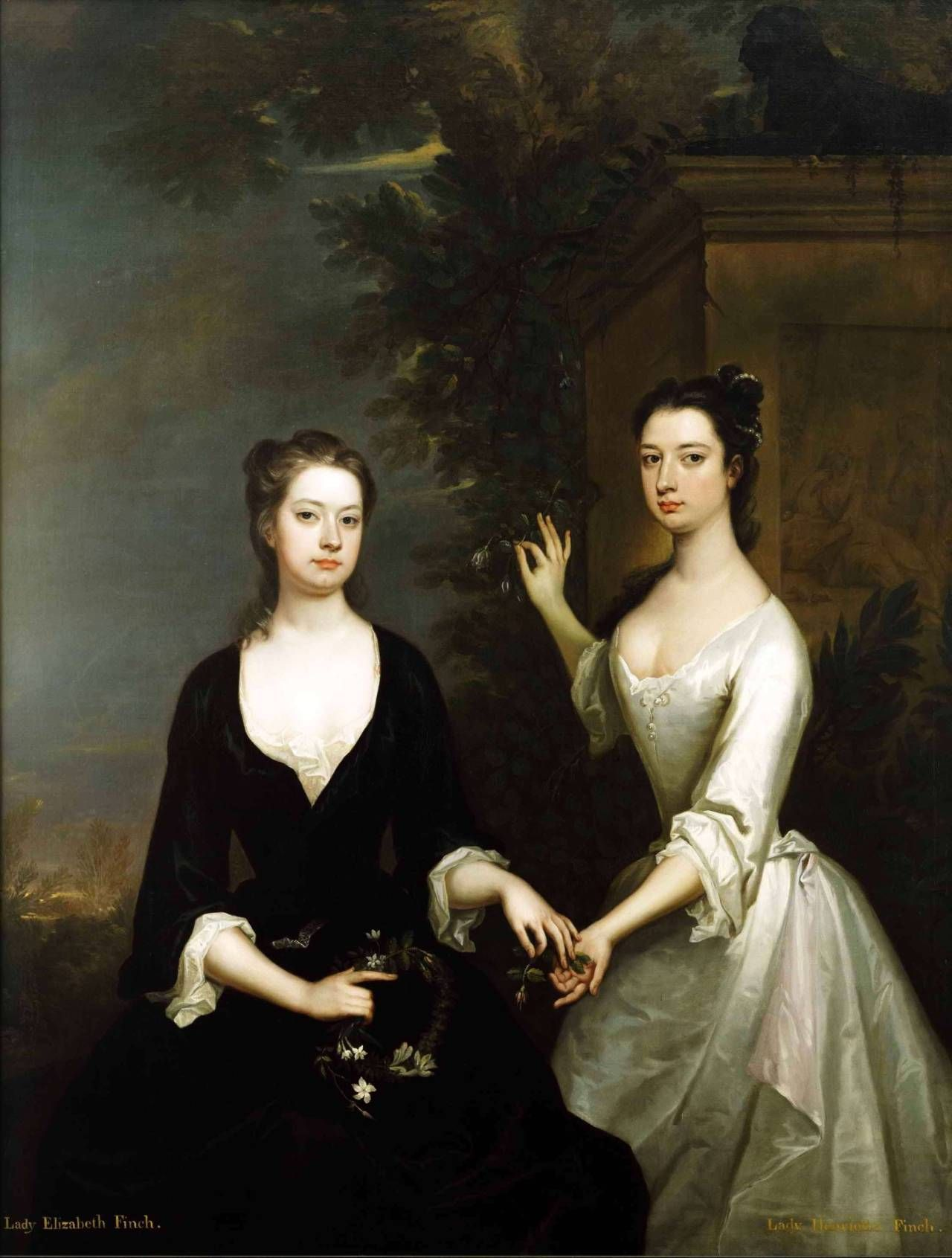
Lady Elizabeth Finch (más tarde condesa de Mansfield) (izquierda) y su hermana Lady Henrietta, duquesa de Cleveland (derecha).

En 1737, Murray actuó como abogado de la ciudad de Edimburgo tras la muerte del capitán John Porteous. En Edimburgo, era una tradición que a los criminales condenados a muerte se les permitiera visitar una iglesia cerca de la cárcel de la ciudad el domingo antes de la ejecución. Dos criminales llamados Wilson y Robertson aprovecharon la oportunidad para escapar; aunque Wilson no logró salir de la iglesia, Robertson logró escapar por completo. Wilson había sido un contrabandista que abastecía de mercancías a sus conciudadanos y, debido a esto y a la impopularidad de la guardia de la ciudad, la opinión pública estaba firmemente de su lado. Porteous era el capitán de la guardia de la ciudad de Edimburgo, y estaba enojado por el intento de Wilson de escapar y consciente de la posibilidad de un intento de liberarlo. Porteous ordenó que se colocara una guardia de 80 hombres alrededor de la horca para la ejecución de Wilson. Cuando un sujeto intentó cortar la soga del cuerpo de Wilson después de la ejecución, Porteous ordenó a sus tropas disparar contra la multitud, y siete personas murieron. Porteous fue inicialmente condenado a muerte por asesinato y, cuando la ejecución se retrasó, una turba de ciudadanos irrumpió en la cárcel de la ciudad y lo linchó.
Como resultado, se propuso un proyecto de ley en la Cámara de los Comunes que buscaba castigar a la ciudad de Edimburgo por el comportamiento de sus ciudadanos privándola de sus derechos electorales. Murray representó a la ciudad tanto en la Cámara de los Comunes como en la Cámara de los Lores, y finalmente redujo tanto el proyecto de ley que, cuando se votó, simplemente proponía multar a la ciudad y descalificar al rector. A cambio de su trabajo, los ciudadanos de Edimburgo le dieron la libertad de la ciudad y un diamante, que todavía está en posesión de su familia.  La reputación de Murray continuó creciendo; en 1738, estuvo involucrado en 11 de los 16 casos escuchados en la Cámara de los Lores, y en 1739 y 1740 actuó como asesor legal en 30 casos allí.
En 1738 se casó con Lady Elizabeth Finch en el castillo de Raby, la casa de su hermana, la duquesa de Cleveland, en Durham. Entre sus otras hermanas se encontraban la duquesa de Somerset, la duquesa de Roxburghe y Lady Mary, que estaba casada con Thomas Watson-Wentworth, primer marqués de Rockingham. Algunos de los aristócratas pensaron que la novia se había casado con alguien de un estatus muy inferior al suyo, y también acusaron al novio (en aquel momento simplemente el Sr. Murray) de ascender socialmente hasta formar parte de una de las grandes familias inglesas a las que pertenecían los Finch. De hecho, el matrimonio de Mansfield le ayudó a ser aceptado por el nivel más alto de la aristocracia. La conexión de Murray con el marqués de Rockingham tuvo una influencia positiva y significativa en su futura carrera.  Después de unas breves vacaciones, Murray regresó a su trabajo como abogado.

## Miembro del Parlamento
Murray se había negado repetidamente a convertirse en miembro del Parlamento, diciendo que no tenía ningún interés en la política.  Sin embargo, en 1742, el gobierno de Robert Walpole cayó y el cuñado de Murray, el conde de Nottingham, se convirtió en primer lord del Almirantazgo en el nuevo Gabinete. Con esta influencia política añadida, Murray esperaba ser designado para un cargo gubernamental, y cuando Sir John Strange renunció como procurador general, Murray fue nombrado Miembro del Parlamento por Boroughbridge el 15 de diciembre de 1742 e inmediatamente sucedió a Strange como procurador general.
Aunque el procurador general era el nombramiento legal más bajo, quien tuviera éxito podía ser nombrado Fiscal General y, por costumbre, al Fiscal General se le permitía convertirse en Lord Presidente del Tribunal Supremo si surgía una vacante. Aunque muchos abogados no eran buenos políticos, Murray se convirtió en un exitoso miembro del Parlamento, conocido por sus habilidades oratorias y sus argumentos lógicos.
En 1745, Murray defendió las acciones del gobierno al contratar 16.000 tropas hannoverianas para ayudar a luchar en la guerra de sucesión austriaca. Su argumento (de que era prerrogativa del Rey decidir cómo debía librarse una guerra y que no debía dejarse cuestionar por políticos sin experiencia en guerra) derrotó la moción de dejar de emplear tropas hannoverianas por 231 votos contra 181. Como resultado, Murray se hizo popular tanto en el gobierno como para Jorge II de Gran Bretaña y, en ausencia de un Fiscal General fuerte, Murray habló en nombre del gobierno en la mayoría de los asuntos. En 1747, ayudó a Lord Hardwicke a redactar y aprobar una ley para abolir los antiguos cargos hereditarios en Escocia. En 1751 redactó la respuesta del gobierno a un intento del rey de Prusia de frustrar el tráfico marítimo neutral, que Lord Stowell llamó "el fundamento de la ley moderna de neutralidad", y Montesquieu la describió como una «résponse sans réplique» (respuesta sin réplica).
La muerte de Federico Luis de Gales, heredero del trono británico, el 20 de marzo de 1751, provocó un caos constitucional; Jorge II deseaba nombrar a su hijo favorito, Guillermo Augusto de Cumberland, como regente (ya que el heredero aparente, Jorge III, era sólo un niño), mientras que el público favorecía a la madre del niño, Augusta de Sajonia-Gotha. En un intento por llegar a un compromiso, el gobierno presentó un proyecto de ley al Parlamento declarando que Augusta sería regente junto con un consejo de otros, y que Jorge se convertiría en el heredero cuando alcanzara la madurez. Murray pronunció un discurso apoyando la propuesta del gobierno, pero a pesar de ello, el Parlamento no estaba convencido de que fuera necesario un consejo.
El 6 de marzo de 1754 murió el primer ministro Henry Pelham, lo que hizo necesaria una reorganización del gabinete. El procurador general, Sir Dudley Ryder, se convirtió en Lord Presidente del Tribunal Supremo del Reino Unido, y Murray se convirtió en procurador general en su lugar.   Unos meses más tarde, el Master of the Rolls murió y se le pidió a Murray que lo reemplazara; sin embargo, él declinó la oferta porque «no quería dejar el servicio de Su Majestad». Sin embargo, después de que Ryder muriera inesperadamente el 25 de mayo de 1756, Murray no pudo rechazar la oportunidad e inmediatamente solicitó reemplazarlo como Lord Presidente del Tribunal Supremo.
Fue aceptado, y aunque su nombramiento encantó a Murray, el gobierno estaba muy preocupado por la pérdida de un buen Fiscal General. En un intento de persuadirlo para que se quedara, el nuevo primer ministro, Thomas Pelham-Holles le ofreció el puesto de Canciller del Ducado de Lancaster, además del puesto de Fiscal General, £6.000 extra al año y una pensión, y finalmente intentó chantajearlo diciendo que si aceptaba el cargo de Lord Presidente del Tribunal Supremo, el gobierno se negaría a concederle un título nobiliario. Era costumbre que a todos los Lord Chief Justices se les otorgara un título nobiliario, y Murray respondió diciendo que en esa situación se negaría a convertirse en Lord Chief Justice o Fiscal General. Newcastle cedió y prometió permitirle convertirse en Lord Presidente del Tribunal Supremo y recomendarlo para un título nobiliario.
Esto fue visto como un excelente resultado por Murray, a quien no le interesaba la política excepto como un trampolín para convertirse en miembro del poder judicial. Murray no era apto para la política, ya que era demasiado calculador e independiente de pensamiento para aceptar la doctrina de cualquier partido. Sus raíces escocesas y jacobitas también dieron lugar a insinuaciones y controversias sin fin: en 1753, el obispo de Gloucester lo acusó de «haber bebido de rodillas la salud del Jacobo Francisco Eduardo Estuardo». Aunque se demostró que la historia era falsa, avergonzó a Murray y se utilizó para burlarse de él hasta 1770.  Su rivalidad con William Pitt puso de relieve su falta de idoneidad para la política: a diferencia de otros políticos como Philip Yorke y Edward Thurlow, no tenía el temperamento para «resistir la vehemencia de las invectivas de Pitt». Se creía ampliamente que podría haber llegado a ser primer ministro después de la muerte de Henry Pelham, pero eso habría «colocado [su genio] en un entorno falso», y rechazó todas las oportunidades de regresar a la política, excepto como Lord Presidente del Tribunal Supremo. 

## Lord Presidente del Tribunal Supremo

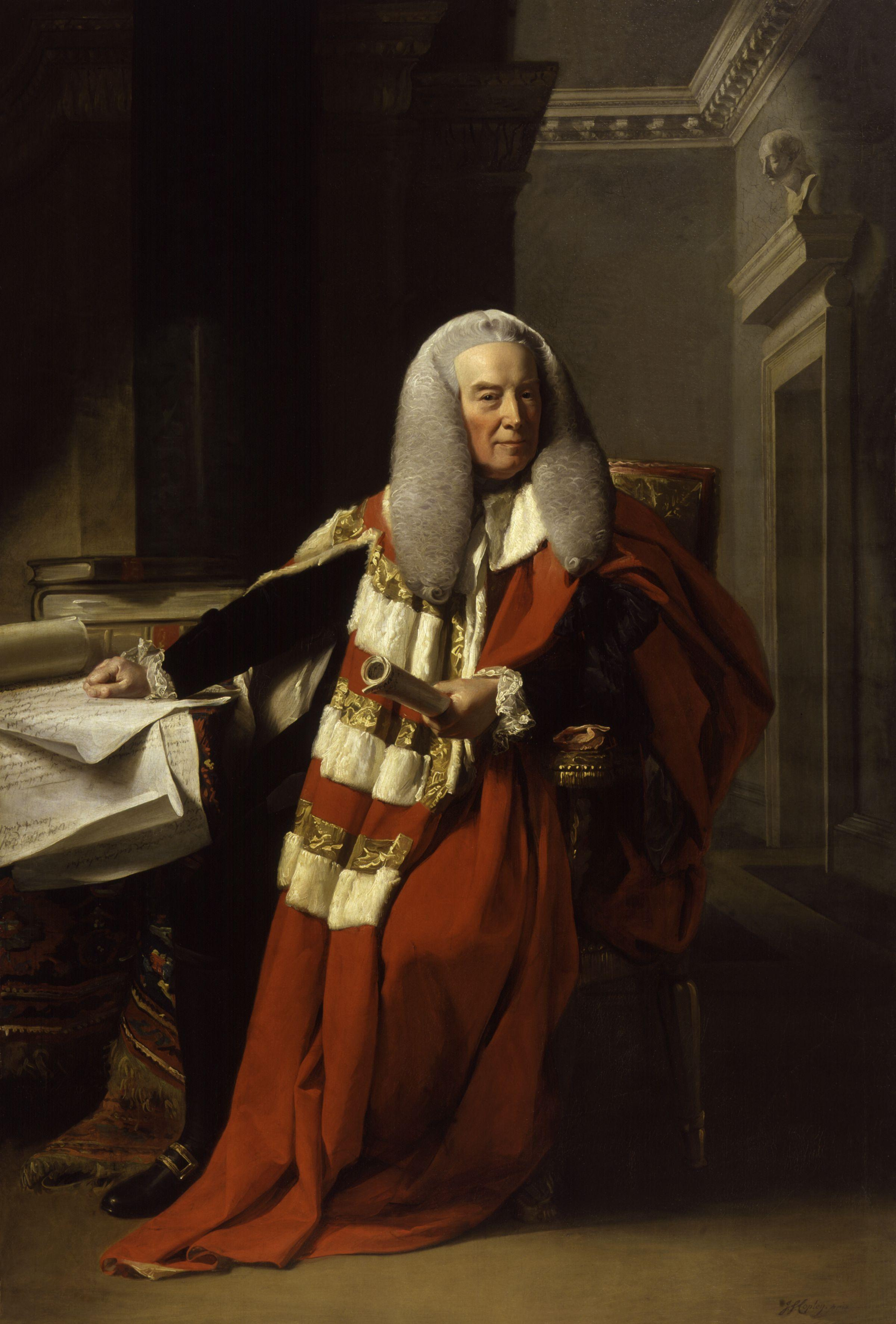
Retrato de Lord Mansfield. Murray con su toga parlamentaria como conde, por John Singleton Copley 1783

Cualquiera que quisiera convertirse en juez debía ser sargento, cosa que Murray no era; por ello, dejó Lincoln's Inn para unirse a Serjeant's Inn. Obtuvo el título de sargento el 8 de noviembre de 1756 y prestó juramento como Lord Presidente del Tribunal Supremo en la casa del Lord Canciller esa misma tarde. Inmediatamente después le fue otorgado el título de barón Mansfield.
El 19 de noviembre prestó juramento como consejero privado. Suspendió sus funciones temporalmente el 5 de abril de 1757, cuando fue nombrado Ministro de Hacienda, debido a una antigua costumbre de que el Lord Presidente del Tribunal Supremo asumía el cargo cuando estaba vacante. Sólo sirvió hasta el 8 de abril y no hay evidencia de que desempeñara algo más que sus deberes diarios habituales. Se convirtió en ministro del gabinete en 1757, sirviendo todavía como Lord Presidente del Tribunal Supremo, y permaneció en el cargo hasta 1765. 

### Reforma
Mansfield ocupó por primera vez su puesto en el tribunal el 11 de noviembre de 1756, y en ese momento tenía una «estimación muy baja del Derecho Común de Inglaterra que debía administrar». El sistema legal se había elaborado en el período inmediatamente posterior a la conquista normanda de Inglaterra y era completamente inadecuado para el siglo XVIII, cuando Gran Bretaña era «el mayor país industrial y comercial del mundo». Mansfield inmediatamente comenzó a reformar el modo en que funcionaban la ley y los tribunales. Uno de sus primeros actos como Lord Presidente del Tribunal Supremo fue cambiar el sistema de presentación de mociones. Todos los días que el tribunal estaba en sesión, todos los abogados eran invitados a presentar mociones, en orden de antigüedad como abogados. Como se les permitía presentar tantas mociones como quisieran, cuando los barrister jóvenes podían presentar sus mociones, normalmente era el final del día. Esto significaba que casi todo el trabajo recaía en los abogados de mayor antigüedad, que estaban tan sobrecargados que a menudo no tenían tiempo para prepararse adecuadamente antes de ir a los tribunales. Además, significaba que el trabajo para los abogados jóvenes era escaso, lo que obstaculizaba sus carreras. Mansfield cambió el sistema de modo que a los abogados se les permitiera presentar sólo una moción al día, y si no todos los abogados habían sido escuchados al final del día, podían continuar donde lo habían dejado a la mañana siguiente.
En aquella época también era tradición que todas las sentencias fueran reservadas. Aunque en un pequeño número de casos esto fue útil, en la mayoría de los casos simplemente implicaba que acudir a los tribunales fuera más costoso y una pérdida de tiempo. Tan pronto como Mansfield se convirtió en Lord Presidente del Tribunal Supremo, cambió las reglas de modo que, a menos que el tribunal tuviera dudas sobre las pruebas presentadas ante él, se debía dictar sentencia inmediatamente. Esto tuvo un efecto de largo alcance en las cortes inglesas. Los jueces del Tribunal de Apelación y del Tribunal Superior de Justicia ahora emiten sentencias reservadas sólo en una minoría de casos.  Sus reformas hicieron que el Tribunal del Banco del Rey se convirtiera en uno de los tribunales más activos, a expensas del Tribunal de Causas Comunes, que fue descrito como el «hueco soñoliento».

### Cambios en la ley mercantil
En el siglo XVIII, el derecho mercantil inglés todavía se basaba en la lex mercatoria, una serie de costumbres y principios medievales utilizados para regular el comercio. Otros países de Europa habían reformado y modernizado sus leyes, lo que dio como resultado que el derecho mercantil inglés estuviera aproximadamente un siglo por detrás del derecho mercantil de otros países europeos. Un comerciante era, por su propia naturaleza, internacional, y las inconsistencias entre la ley inglesa y la ley de otras naciones dificultaban los negocios.
Mansfield hizo un gran esfuerzo para equiparar el derecho mercantil inglés con el de otras naciones europeas, definiendo su posición diciendo que «las negociaciones diarias y la propiedad de los comerciantes no deben depender de sutilezas [...], sino de reglas fáciles de aprender y retener porque son dictadas del sentido común extraído de la verdad del caso». En la mayoría de los países europeos, el principio era que un comerciante estaba obligado por sus promesas, no sólo por sus documentos legales firmados, mientras que los abogados ingleses sostenían que un comerciante sólo podía estar legalmente obligado por los documentos que firmaba. El principio europeo se basaba en la presunción de buena fe por parte de los comerciantes, o uberrima fides, algo completamente ausente en el derecho inglés. En  Carter v Boehm, Mansfield tuvo la oportunidad de reformar la ley relacionada con la presunción de buena fe. Carter fue el gobernador de Fort Marlborough (ahora Bengkulu), que fue construido por la Compañía Británica de las Indias Orientales en Sumatra, Indonesia. Sacó una póliza de seguro con Boehm contra la posibilidad de que el fuerte fuera tomado por un enemigo extranjero. Un testigo llamado capitán Tryon testificó que Carter sabía que el fuerte fue construido para resistir ataques de los nativos pero no de los enemigos europeos, y que era probable que los franceses atacaran. Los franceses atacaron y Boehm se negó a cumplir con el reclamo del seguro.
Mansfield falló a favor de Boehm, afirmando que Carter había incumplido su deber de uberrima fides. En su sentencia, Mansfield afirmó lo siguiente: «El seguro es un contrato basado en la especulación. Los hechos especiales sobre los cuales se debe calcular la probabilidad contingente se encuentran, por lo general, únicamente en el conocimiento del asegurado; el asegurador confía en su declaración y procede con la seguridad de que no oculta ninguna circunstancia en su conocimiento, para engañar al asegurador haciéndole creer que la circunstancia no existe e inducirlo a estimar el riesgo como si no existiera. La buena fe prohíbe a cualquiera de las partes, ocultando lo que sabe en privado, atraer a la otra a un trato basándose en su ignorancia de ese hecho y en su creencia en lo contrario».
Este fue un intento de Mansfield de introducir la presunción de buena fe en el derecho inglés, y aunque fracasó en su mayor parte (dado que la mayoría de las áreas del derecho comercial inglés ya no utilizan uberrima fides), todavía se utiliza en los contratos de seguros. En los contratos de seguros, el asegurado inevitablemente sabe más sobre el riesgo involucrado que el asegurador; sin el requisito de «buena fe» precontractual, el asegurado no tendría motivos para decir la verdad y las compañías de seguros se mostrarían reacias a celebrar contratos.
En el caso anterior de Pillans & Rose v Van Mierop & Hopkins (1765) 3 Burr 1663, , Mansfield había intentado desafiar la doctrina de la contraprestación. En el derecho inglés, la contraprestación es una parte vital del contrato; sin una contraprestación válida, casi cualquier contrato es nulo.  Pero Mansfield argumentó en su sentencia que sólo debería tratarse como prueba de un contrato, no como un elemento vital. Mansfield no dejó en claro que se refería únicamente a la contraprestación en contratos comerciales, no en contratos generales, y como resultado su sentencia decía que no se requería contraprestación para ningún contrato. Su sentencia ha sido muy criticada por los académicos legales,  y fue efectivamente revocada por la Cámara de los Lores en Rann v Hughes [1778] 7 TR 350.
Mansfield también hizo cumplir una sentencia anterior del Court of King's Bench (Tribunal del Banco del Rey) dictada en 1645, en la que se permitía que un jurado especial de comerciantes actuara en casos relacionados con el derecho comercial. Creó un cuerpo especial de jurados, algunos de los cuales, como Edward Vaux, se convirtieron en destacados expertos en derecho comercial. Los «jurados de Lord Mansfield» actuaron como un enlace eficaz entre los comerciantes y los tribunales. Mansfield era personalmente un partidario del libre comercio que estaba fuertemente influenciado por el derecho romano y por antiguos escritores romanos y griegos como Cicerón y Jenofonte.
En 1783, Mansfield escuchó el caso de Gregson v. Gilbert (1783) 3 Doug 232, sobre el pago de una reclamación de seguro por esclavos muertos cuando fueron arrojados por la borda por el capitán de un barco de esclavos, un evento ahora conocido como la masacre del Zong. Mansfield, al resumir el veredicto del jurado, dijo que «el caso de los esclavos era el mismo que si se hubieran arrojado caballos por la borda», y se esforzó por defender la noción de que los esclavos eran propiedades que podían ser destruidas en situaciones de «absoluta necesidad». Pero se introdujeron nuevos datos en el caso y el fallo fue en contra de los propietarios del barco. Con ello logró su objetivo de evitar que el derecho de seguros marítimos se volviera más complicado.

### Ley de derechos de autor
Mansfield emitió otro veredicto notable en relación con la ley de derechos de autor. Andrew Millar era un librero que en 1729 había comprado los derechos de publicación del poema de James Thomson, The Seasons. Después de que expiró el plazo de los derechos exclusivos otorgados en virtud del Estatuto de Anne, Robert Taylor comenzó a publicar su propia publicación competidora, que contenía el poema de Thomson. Mansfield, junto con otros tres jueces, concluyó que, a pesar del Estatuto de Anne, existía un derecho de autor perpetuo del derecho consuetudinario y, por lo tanto, ninguna obra puede considerarse nunca de dominio público. Esta fue una gran victoria para los libreros y editores, ya que significó que efectivamente podían hacer imposible que nuevas empresas compitieran, ya que, en ausencia de nuevos textos, no había nada que pudieran imprimir. La sentencia de Mansfield fue finalmente anulada por la Cámara de los Lores en  Donaldson v. Beckett en 1774.
La sentencia de Mansfield ha sido criticada por ser inusualmente miope, ya que no vio que si bien su decisión era correcta para ese caso particular, el precedente que establecería crearía un monopolio injusto para los libreros y editores. Este fue uno de los pocos casos en los que Mansfield fue revocado; en toda su carrera, solo seis de sus sentencias fueron revocadas por un tribunal superior. La sentencia de Mansfield en este caso ha sido considerada como parte de una agenda más amplia, junto con otros juristas como Sir William Blackstone, él estaba personalmente a favor de un copyright perpetuo.

### Junius
En 1695, el Parlamento no renovó la Ordenanza de Licencias y, como resultado, la prensa quedó libre para imprimir material que atacaba al gobierno. Aunque hubo ocho intentos de forzar la aprobación de una nueva ley de en el Parlamento entre 1697 y 1713, ninguno de ellos tuvo éxito.  A pesar de la libertad de prensa frente a la censura previa del gobierno, el poder judicial juzgaba regularmente a personas por difamación sediciosa si publicaban material que atacaba al gobierno. A partir del 21 de noviembre de 1768, se publicaron cartas escritas por un hombre bajo el seudónimo de Junius en el Public Advertiser, un periódico londinense dirigido por Henry Sampson Woodfall. En ellos, Junius atacó a muchos líderes políticos, incluidos Lord Granby y Mansfield. Como sus cartas fueron tremendamente populares, la circulación del Public Advertiser se duplicó en sólo cinco meses.
El 19 de diciembre de 1769, Junius escribió una carta atacando al Rey, y enfurecido por ello, el gobierno ordenó que varias personas fueran arrestadas y juzgadas por difamación sediciosa, incluyendo a Woodfall por publicar las cartas, John Almon por venderlas y John Miller por republicarlas. El caso de Almon fue escuchado en Westminster Hall por Mansfield y un jurado el 2 de junio de 1770. Fue declarado culpable, aunque no está claro de qué manera fue castigado, si es que lo fue. Woodfall fue juzgado el 13 de junio de 1770 por Mansfield y un jurado. Aunque Mansfield creía que el lenguaje utilizado era difamatorio, el jurado no estuvo de acuerdo y sostuvo que él era «culpable sólo de impresión y publicación» e inocente de difamación sediciosa. Miller fue juzgado el 13 de julio de 1770 y, después de seis horas de debate, el jurado lo declaró inocente. Como resultado de estos dos juicios, quedó claro que ningún jurado condenaría a un impresor por imprimir estas cartas, dejando a Junius libre para continuar publicándolas. 
El 14 de noviembre de 1770, una carta de Junius dirigida a Mansfield fue publicada por el Public Advertiser y el London Evening Post, un periódico dirigido por John Miller.  En él, Junius atacó a Mansfield, primero por ser escocés, luego por ser un jacobita renegado y, finalmente, por intentar suprimir la libertad de prensa. En respuesta a la carta de Junius del 16 de noviembre de 1770, Mansfield hizo la siguiente amenaza:
«Señor, si en el futuro usted se deja llevar por la aspereza infundada de su pluma, [usted] puede ser llamado a responder por su conducta, de una manera que puede hacer que usted se arrepienta de haber nacido, o, al menos, de que la Naturaleza le haya dado habilidades, que, si hubieran sido guiadas por la discreción, lo habrían convertido en una bendición, tanto como lo es ahora una maldición para la humanidad».
Aunque el fiscal general, William de Grey, aconsejó que los editores debían ser procesados nuevamente, Mansfield no estuvo de acuerdo y dijo que si no respondían a Junius, se aburriría y dejaría de escribir. Mansfield evidentemente tenía razón, porque, salvo una carta impresa el 5 de octubre de 1771, Junius dejó de escribir a principios de 1772.

### El caso de Somersett

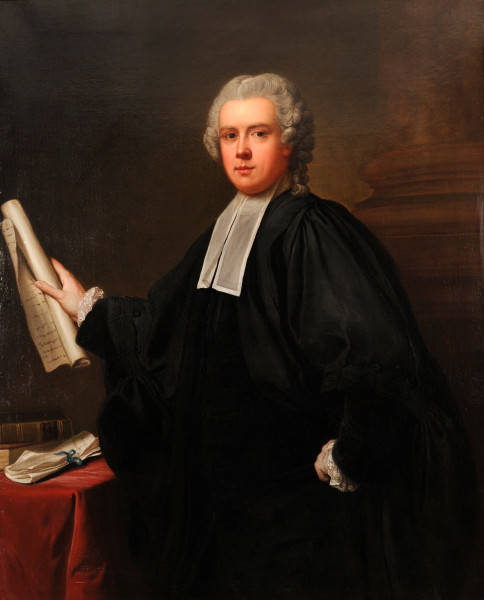
Francis Hargrave, quien representó a James Somersett en este caso

Mansfield es más conocido por su sentencia en el caso Somersett sobre la legalidad de tener esclavos en Inglaterra.  Los ingleses habían estado involucrados en el comercio de esclavos desde 1553, y en 1768, los barcos registrados en Liverpool, Bristol y Londres transportaban más de la mitad de los esclavos embarcados en el mundo. James Somersett era un esclavo propiedad de Charles Stewart, un oficial de aduanas estadounidense que navegó a Gran Bretaña por negocios y desembarcó el 10 de noviembre de 1769. Unos días después, Somersett intentó escapar. Fue recapturado en noviembre y encarcelado en el barco Ann and Mary, propiedad del capitán John Knowles y con destino a la colonia británica de Jamaica. Stewart tenía la intención de venderlo allí. Sin embargo, tres personas que afirmaban ser los padrinos de Somersett, John Marlow, Thomas Walkin y Elizabeth Cade, presentaron una solicitud ante el Tribunal del King's Bench para un recurso de hábeas corpus, y se ordenó al capitán Knowles que presentara a Somersett ante el Tribunal del King's Bench, que determinaría si su encarcelamiento era legal.
Mansfield ordenó una audiencia para el 22 de enero de 1772. Tras un aplazamiento, el caso no se vio hasta el 7 de febrero de 1772. Mientras tanto, el caso había atraído mucha atención en la prensa y el público estaba dispuesto a hacer donaciones para financiar a los abogados de ambos lados del argumento.  El verdadero apoyo de Somersett fue un activista laico, Granville Sharp, que continuamente buscaba casos de prueba contra las justificaciones legales de la esclavitud. Cuando se escuchó el caso, no menos de cinco abogados comparecieron para defender al esclavo, hablando en tres audiencias separadas entre febrero y mayo. Estos abogados incluían a William Davy SL, John Glynn SL, James Mansfield y Francis Hargrave, quien más tarde se convertiría en un destacado abogado gracias a su trabajo en este caso. Charles Stewart estuvo representado por John Dunning y James Wallace.
En nombre de Somersett, se argumentó que si bien las leyes coloniales podían permitir la esclavitud, ni el derecho consuetudinario de Inglaterra ni ninguna ley promulgada por el Parlamento reconocían la existencia de la esclavitud y, por lo tanto, la esclavitud era ilegal. Además, el derecho contractual inglés no permitía que ninguna persona se esclavizara a sí misma, ni ningún contrato podía ser vinculante sin el consentimiento de la persona. Los argumentos se centraron entonces en detalles jurídicos más que en principios humanitarios. Una ley aprobada en 1765 decía que todas las tierras, fortalezas y esclavos propiedad de la Compañía de África eran propiedad de la Corona, lo que podría interpretarse en el sentido de que la Corona aceptaba la esclavitud. Cuando los dos abogados de Charles Stewart expusieron su caso, argumentaron que en Inglaterra se reconocía un contrato de venta de esclavos y, por lo tanto, la existencia de esclavos debía ser legalmente válida.
Después de que los abogados de ambas partes hubieran presentado sus argumentos, Mansfield pidió un receso, diciendo que «[el caso] requería... [una] consulta... entre los doce jueces». Finalmente, el 22 de junio de 1772, Mansfield dictó sentencia, en la que dictaminó que un amo no podía sacar a su esclavo de Inglaterra por la fuerza, y concluyó:

El estado de esclavitud es de tal naturaleza, que es incapaz de ser introducido por ninguna razón moral o política; sino sólo la ley positiva, que conserva su fuerza mucho después de que las razones, la ocasión y el tiempo mismo que la crearon, se borran de la memoria: es tan odioso, que nada puede soportarse para sostenerlo, excepto la ley positiva. Por lo tanto, cualesquiera que sean los inconvenientes que puedan derivarse de una decisión, no puedo decir que este caso esté permitido o aprobado por la ley de Inglaterra; y por lo tanto, el negro debe ser absuelto

.
La sentencia, además de criticar la esclavitud, también estableció de manera concluyente que no existía un estatus legal de esclavo ni en la legislación parlamentaria ni en el derecho consuetudinario.  Esto no afectó a la esclavitud en el Imperio Británico, lo que no ocurriría hasta la aprobación del Slavery Abolition Act 1833 por el Parlamento.   Como resultado de la difusión de la decisión de Mansfield, la opinión pública y algunos periódicos dieron la impresión de que la esclavitud había sido abolida en Inglaterra con el fallo. Algunos historiadores creen que entre 14.000 y 15.000 esclavos fueron liberados inmediatamente en Inglaterra, algunos de los cuales permanecieron con sus amos como empleados remunerados o no remunerados. Sin embargo, es cuestionable si en esa época vivían tantas personas negras en Inglaterra, y los que vivían allí ya eran en su mayoría libres. A pesar de la sentencia, ocasionalmente secuestraban a británicos negros en las calles de Londres, Liverpool y Bristol y los llevaban a la fuerza de regreso a las colonias. (Olaudah Equiano relató un incidente de este tipo en 1774 en su autobiografía, An Interesting Narrative (1789).).)
Los informes contemporáneos sugirieron que la experiencia personal de Mansfield con la crianza de Dido Belle influyó en su decisión.  

## La regla de Lord Mansfield
En los entornos jurídicos modernos, se menciona con frecuencia a Lord Mansfield como el creador de la «regla de Lord Mansfield», en sus propias palabras: «...la ley de Inglaterra es clara en que las declaraciones de un padre o una madre no pueden admitirse para bastardear la descendencia nacida después del matrimonio».    Esta cita proviene de la decisión de apelación de Mansfield en Goodright v. Moss (1777) 2 Vaca 591. La cuestión jurídica principal en el caso no era este principio preexistente, que se aplica sólo a los niños «nacidos después del matrimonio», sino más bien si el niño había nacido antes del matrimonio. La cuestión era si las declaraciones que los padres del niño supuestamente hicieron antes de su muerte podían introducirse como prueba de que el niño había nacido antes de su matrimonio y, por lo tanto, era ilegítimo. Mansfield decidió admitir el testimonio contra la legitimidad del niño y conceder un nuevo juicio. El término «Regla de Lord Mansfield» se utiliza a menudo en un sentido ligeramente diferente para denotar el principio que todavía se aplica en varias jurisdicciones de que el matrimonio crea una presunción concluyente de la paternidad del marido respecto del hijo de su esposa.

## Cámara de los Lores
Después de la formación de la Coalición Fox-North, Mansfield aceptó actuar como Presidente de la Cámara de los Lores, asumiendo su cargo en febrero de 1783.  El principal tema de debate durante el Ministerio de Coalición fue el Proyecto de Ley de las Indias Orientales, que provocó acalorados debates tanto en la Cámara de los Lores como en la Cámara de los Comunes. En un intento de acelerar el proceso de aprobación del proyecto de ley, Mansfield dejó su puesto como presidente para debatir directamente el 15 de diciembre; cuando esto no ayudó, regresó al Woolsack al día siguiente.  El fracaso del proyecto de ley provocó la destitución inmediata del gobierno y Mansfield dejó su cargo el 23 de diciembre de 1783.
Mansfield había sido nombrado conde de Mansfield, en el condado de Nottingham, el 31 de octubre de 1776. Asistió a la Cámara de los Lores como Lord Speaker, y el último registro de su asistencia (aparte de su presencia en la apertura estatal del Parlamento el 23 de marzo de 1784) fue en diciembre de 1783. 

## Retiro y muerte

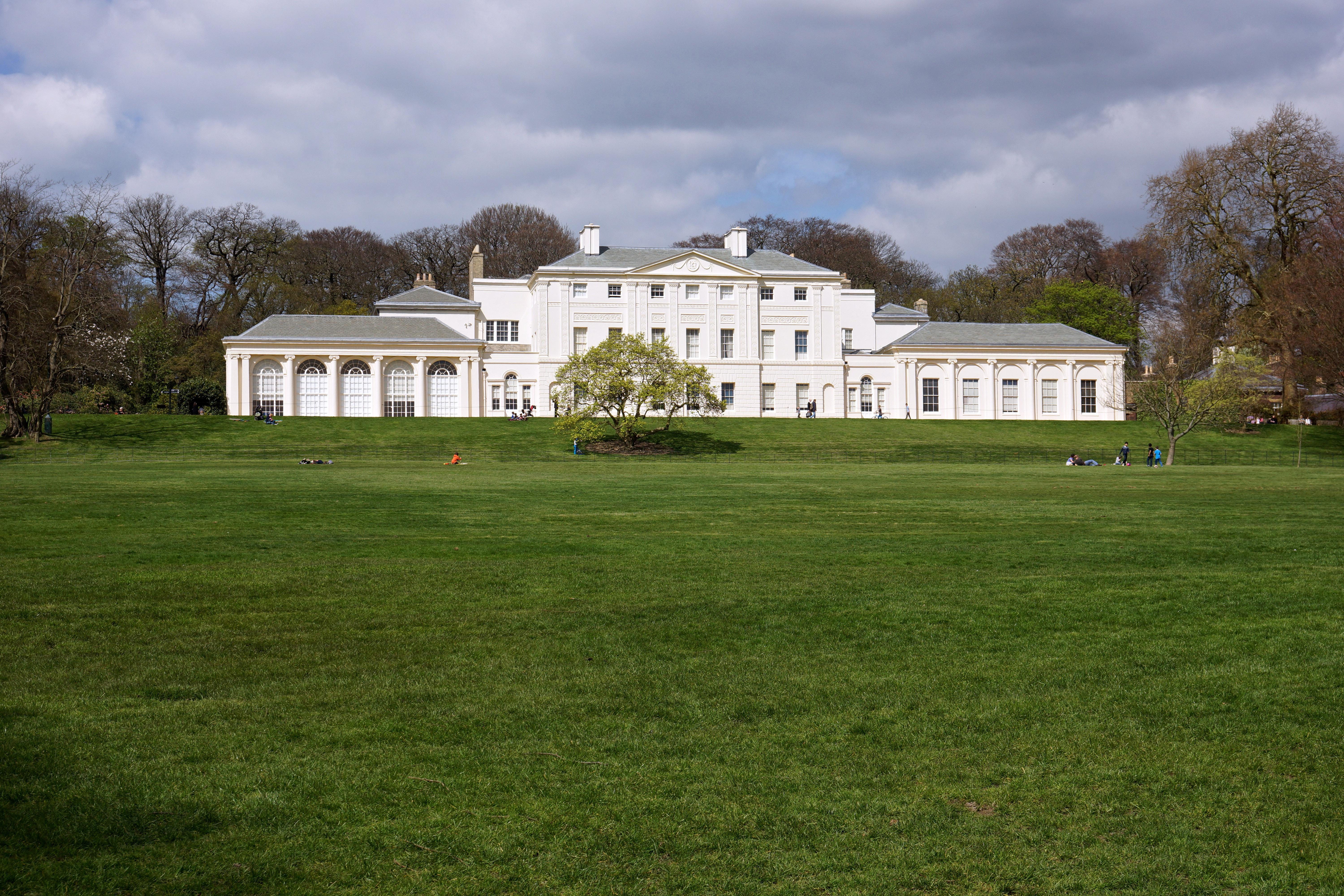
Casa Kenwood, Hampstead, Londres.

A pesar de su mala salud, Mansfield se negó a abandonar oficialmente su puesto como Lord Presidente del Tribunal Supremo porque Jorge III se oponía al nombramiento del protegido de Mansfield, Francis Buller, para el puesto después de que Mansfield renunciara.  El gobierno de la época sugirió, en cambio, a Lloyd Kenyon como posible sucesor. Mansfield se aferró al cargo hasta 1788 (a pesar de no sentarse en la corte durante dos años), con la esperanza de que el gobierno cayera antes de que se viera obligado a retirarse. Esto no iba a ser así y el 3 de junio escribió una carta de renuncia con efecto a partir del día siguiente.  
Mansfield pasó el resto de su vida en Kenwood House, cuidado por sus sobrinas Lady Anne y Lady Marjory Murray y Dido Belle. La mayor parte de su tiempo lo pasaba manteniendo los jardines. Cuando Fanny Burney visitó Kenwood en junio de 1792, no pudo ver a Lord Mansfield porque estaba demasiado enfermo y no había bajado en cuatro años. Preguntó por la Murrays y dejó sus respetos, pero las señoritas Murrays estaban arriba con Lord Mansfield, a quien nunca dejaron.
En verano, recibía la visita de grupos de abogados que le informaban de lo que ocurría en la corte. El 1 de agosto de 1792 fue nombrado conde de Mansfield, en el condado de Middlesex.  El 10 de marzo de 1793 se quejó de sentirse somnoliento y, aunque se recuperó al día siguiente, el 12 de marzo volvió a quejarse de la necesidad de dormir. Se acostó temprano y permaneció dormido hasta el 18 de marzo, cuando finalmente murió. Su cuerpo fue enterrado en el crucero norte de la Abadía de Westminster. Su monumento en Westminster fue encargado por su sobrino. Fue esculpido por John Flaxman RA (por sugerencia de Sir William Hamilton). 
Mansfield dejó una gran cantidad de dinero después de su muerte, incluyendo un patrimonio por valor de £500.000 a su sobrino, ahora segundo conde. También donó £2.000 a Francis Buller. 

## Legado
La ley inglesa experimentó cambios significativos durante la carrera de Mansfield.  Como presidente del Tribunal Supremo, Mansfield había hecho mucho para reformar el modo en que funcionaban los tribunales, facilitando a la gente el acceso a la asistencia jurídica y también haciendo que el proceso fuera mucho menos costoso. También se destacó por su insistencia en que la equidad debía ser aplicada por todos los tribunales, no solo por el Tribunal de Cancillería, una opinión que provocó mucho desacuerdo durante su vida, pero que finalmente fue confirmada por el Parlamento en la Ley del Tribunal Supremo de Justicia de 1873, que permitió a todos los tribunales tomar casos de equidad. También estableció el principio de que en lugar de seguir ciegamente los precedentes, los jueces deberían tratar de encontrar lagunas en las normas que ya no eran aplicables, algo que más tarde recibió el apoyo de Oliver Wendell Holmes Jr., quien dijo: «Es repugnante no tener una mejor razón para una norma jurídica que la que se estableció en tiempos de Enrique IV. Es más repugnante aún si los fundamentos sobre los que se estableció han desaparecido hace mucho tiempo, y la norma simplemente persiste por imitación ciega del pasado». Emitió sus juicios sobre el principio de que «a medida que cambian los usos de la sociedad, la ley debe adaptarse a las diversas situaciones de la humanidad», lo que llevó a John Baker a describirlo como «uno de los espíritus judiciales más audaces».

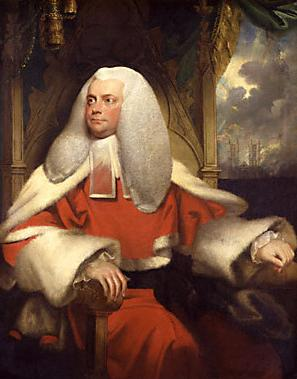
Sir Francis Buller, a quien Mansfield intentó convertir en Lord Presidente del Tribunal Supremo después de su jubilación.

Sus contribuciones más importantes fueron al derecho comercial, mercantil y consuetudinario. Mansfield dedicó mucho tiempo a equiparar la legislación de Inglaterra con la de otros países, en particular en casos como Pillans &amp; Rose v Van Mierop &amp; Hopkins [1765] 3 Burr 1663, y Carter v Boehm [1766] 3 Burr 1905. Como resultado de su trabajo, un juez posterior lo describió como el «fundador del derecho comercial de este país». 
Sin embargo, fue criticado por su resistencia a la libertad de prensa y su negativa a ir contra el Rey, así como por un nepotismo flagrante, resaltado por sus intentos de que Francis Buller fuera nombrado Lord Presidente del Tribunal Supremo después de su retiro. También fue criticado como político por su apoyo a un gobierno antagónico a las colonias; en 1829 John Quincy Adams lo describió como más responsable de la Revolución que cualquier otro hombre. Académicos como John Chipman Gray han cuestionado su reputación como juez de éxito universal, diciendo que «la reputación de Lord Mansfield como abogado comercial no debería cegarnos al hecho de que no era igualmente grande en el derecho de propiedad inmobiliaria».
Las opiniones sobre la intención de Mansfield en su fallo en el caso Somerset son mixtas, y actualmente prevalece la opinión de que no tenía intención de liberar a los esclavos. La sentencia fue particularmente limitada, ya que sólo dictaminó que un amo no podía sacar a su esclavo de Inglaterra por la fuerza, no que los esclavos que llegaban a Inglaterra estaban emancipados. Esto se considera particularmente revelador porque fue el argumento principal de Davy y Hargrave.  Si Murray hubiera querido emancipar completamente a los esclavos, había varios precedentes judiciales en los que podría haber basado su decisión, como Smith v Gould o Shanley v Harvey, pero no lo hizo. Varios comentarios que hizo antes y durante el caso también sugieren que la emancipación completa no era su intención; en una sentencia preliminar dijo que «liberar de inmediato a 14.000 o 15.000 hombres mediante una opinión solemne es muy desagradable en el efecto que amenaza tener», lo que un erudito legal moderno interpreta como indicativo de su renuencia a tomar una decisión por temor a las consecuencias económicas.  Varios comentarios que hizo a Thomas Hutchinson en cartas privadas, junto con sus comentarios sobre la decisión de Somersett en R v Inhabitants of Thames Ditton, también sugieren que la emancipación no era su objetivo. En el caso de los Habitantes de Thames Ditton de 1785, Lord Mansfield expresó la opinión de que su fallo en el caso Somerset sólo decidía que un esclavo no podía ser sacado por la fuerza de Inglaterra contra su voluntad.
Mansfield y Lady Finch no tuvieron hijos. Su título, que perdura hasta el día de hoy, pasó a su sobrino, David Murray, segundo conde de Mansfield. 

## Honores

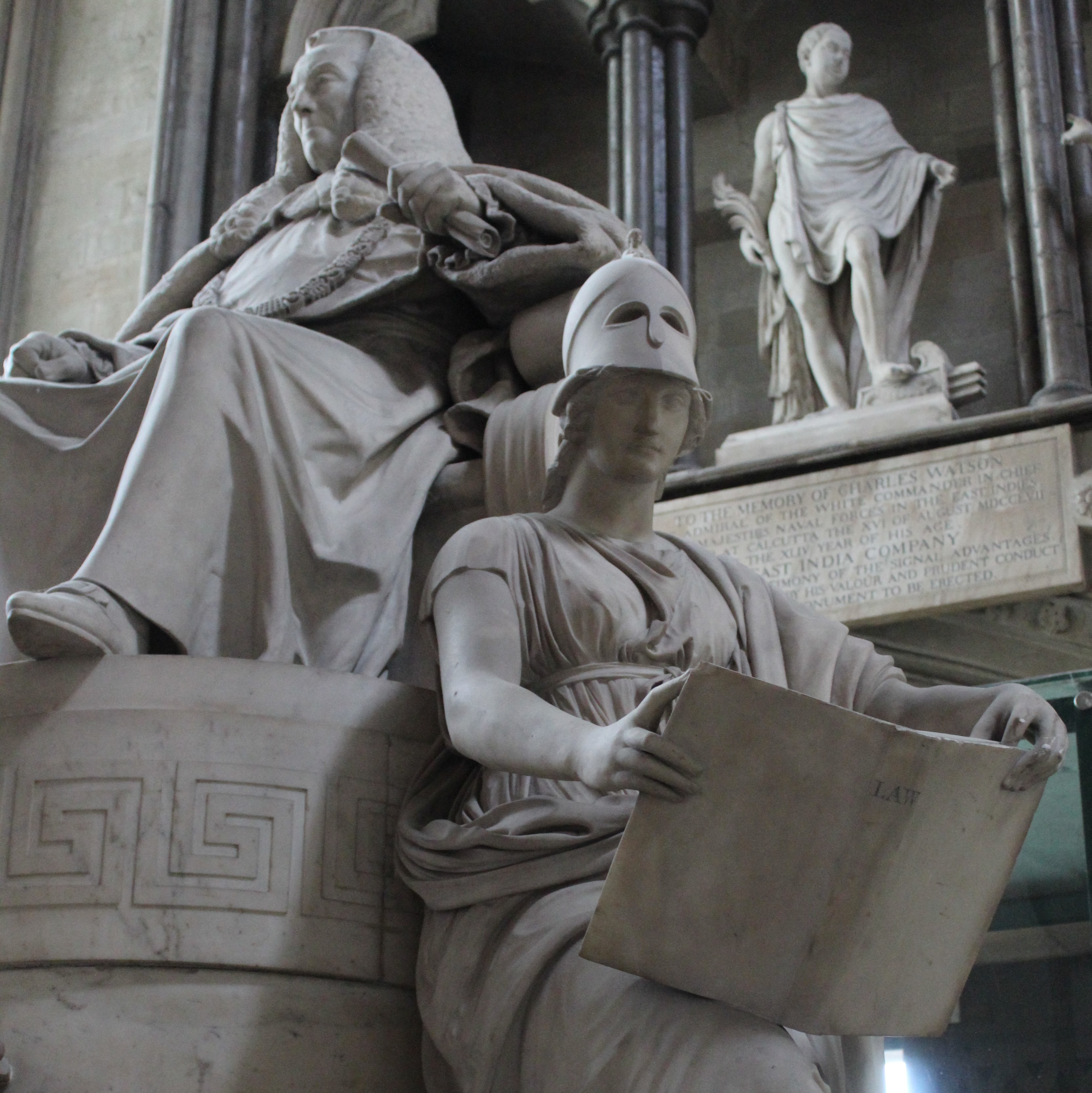
Monumento a Mansfield en la Abadía de Westminster, con una figura que representa la Sabiduría

Mansfield está inmortalizado en St Stephen's Hall, donde él y otros parlamentarios notables observan a los visitantes del Parlamento.  
- En 1801 se instaló en la Abadía de Westminster un gran monumento de mármol en su honor obra de John Flaxman ; muestra a Murray sentado flanqueado por las personificaciones de la Sabiduría y la Justicia,[5] con una inscripción que dice:

Aquí Murray, durante bastante tiempo, el orgullo de su país ahora no es más que Tully o que Hyde". Predicho por Ar. Papa y cumplió en el año 1793 cuando William Earl de Mansfield murió lleno de años y de honores: de honores declinó muchos: los que aceptó fueron los siguientes: fue nombrado Procurador General 1742, Fiscal General 1754, Lord Presidente del Tribunal Supremo y Barón Mansfield 1756, Conde de Mansfield 1776. Por el amor que sentía por el lugar de su educación temprana, deseaba ser enterrado en esta catedral (en privado) y habría prohibido ese ejemplo de vanidad humana, erigir un monumento a su memoria, pero A. Bailey Esqr dejó para ese fin una suma que con los intereses ascendió a dos mil quinientas libras. de Lyon's Inn, lo que al menos significaba una señal de estima de la que no tenía conocimiento ni sospecha previa y no tenía poder para evitar su ejecución. Era el cuarto hijo de David, quinto vizconde de Stormont, y se casó con Lady Elizabeth Finch, hija de Daniel, conde de Nottingham, con quien no tuvo descendencia. Nacido en Scone el 2 de marzo de 1704. Murió en Kenwood el 20 de marzo de 1793.

- La ciudad de Mansfield, Massachusetts, recibió su nombre en su honor. [114]
- Debido a su reputación como abogado, Lincoln's Inn ofrece una serie de becas para el Curso Vocacional de Abogados denominada Beca Lord Mansfield. [115]
- Mansfield ha sido retratado como personaje varias veces en televisión y cine: en The Fight Against Slavery (1975) de John Richmond, The British (2012) de Timothy West, Belle (2013) de Tom Wilkinson y The Scandalous Lady W (2015) de David Calder.

## Carácter

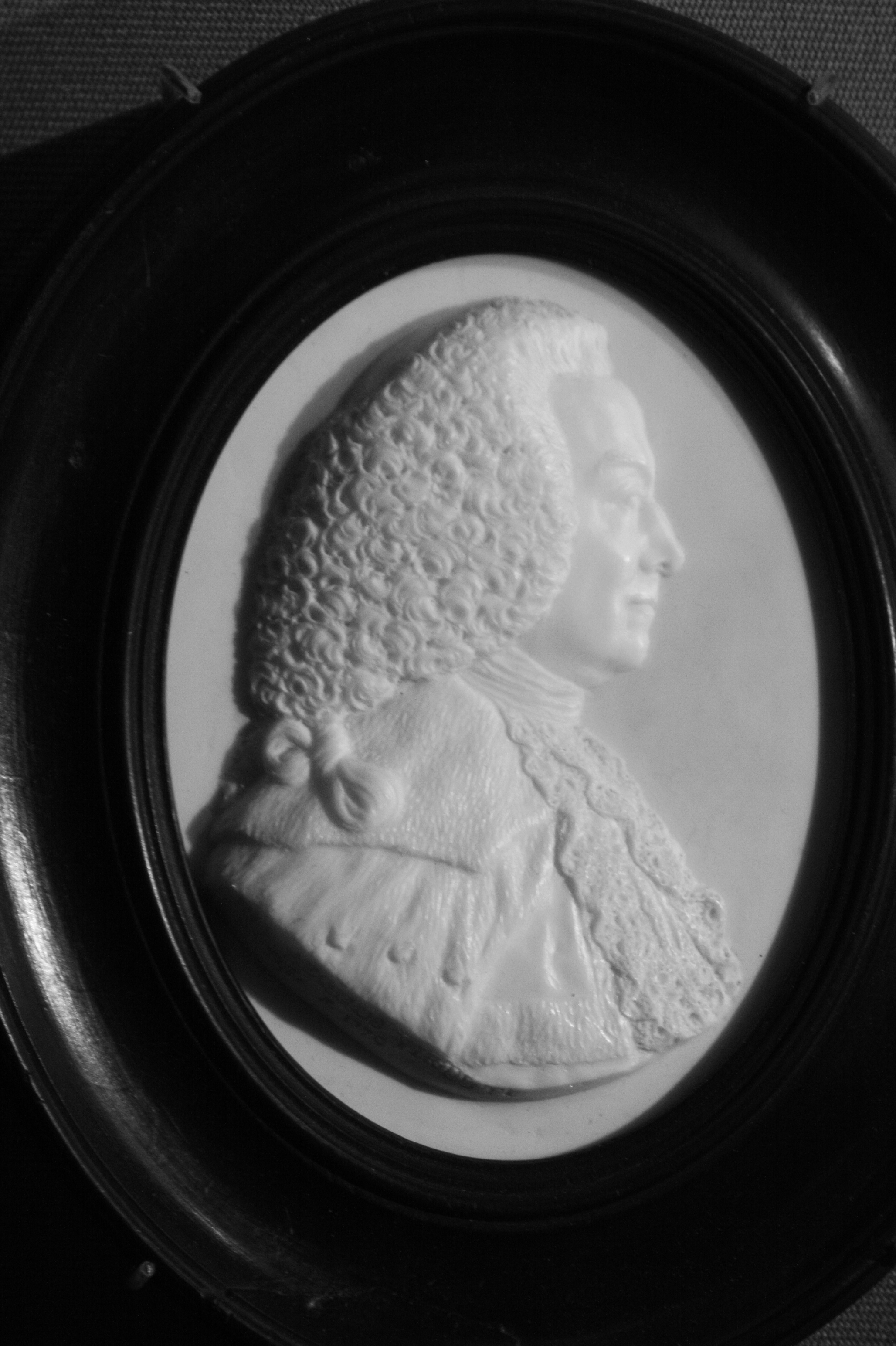
Camafeo de William Murray, primer conde de Mansfield

Mansfield se destacó en el Colegio de Abogados, en el Parlamento y mientras ejercía como juez por su elocuencia y habilidad como orador; en particular , Lord Chesterfield lo describió como «sin comparación, el mejor orador» de la Cámara de los Comunes. También era un gran trabajador; a veces hacía él mismo los trámites judiciales, además de cumplir con sus deberes judiciales, en un intento de acelerar el proceso legal.
Gareth Jones lo describió como «conservador, urbano, elocuente, enérgico, culto y leído; un abogado muy imaginativo que recurría a la razón y no se dejaba intimidar por el legado del pasado».  Edmund Burke, un contemporáneo suyo, dijo que «tenía algunos superiores en fuerza, algunos iguales en persuasión; pero en insinuación no tenía rival. Sobresalía en la exposición de un caso. Esto, por sí solo, valía el argumento de cualquier otro hombre».  El comentario de Samuel Johnson de que «se puede hablar mucho de un [escocés], si se le atrapa joven» estaba dirigido a Mansfield,  y Johnson también lo describió como «algo más que un simple abogado», mientras que Edward Coke, quien es considerado uno de los abogados más importantes en la historia del derecho inglés, era «solo un abogado».
A diferencia de otros abogados, Mansfield se destacó por mantener siempre la cabeza fría y ser «prudente hasta el punto de la timidez». Fue criticado por ser «moderado y desapasionado», a diferencia de abogados más agresivos como Edward Coke; cuando se le preguntó sobre esto, respondió que «no habría pronunciado el discurso de Sir Edward Coke para ganar todas las propiedades de Sir Edward Coke y toda su reputació»n. Hay informes contradictorios sobre su temperamento y actitud como juez; William Pitt lo describió como «un juez muy malo, orgulloso, altivo con el Colegio de Abogados y apresurado en sus determinaciones», y Charles Yorke dijo que era «ofensivo e impopular». Sin embargo, ambas opiniones son sospechosas: la de Pitt porque era un rival constante de Mansfield y la de Yorke porque estaba intentando vencer a Mansfield para conseguir el puesto de Lord Canciller en ese momento. Edward Foss dijo que «nunca ha habido un juez más venerado por sus contemporáneos, ni cuya memoria sea considerada con mayor respeto y afecto», y lo describió como «el gran oráculo de la ley».
Se ha llamado a Mansfield el «genio legal de su generación», y se le ha comparado favorablemente con Joseph Story, un juez de la Corte Suprema de los Estados Unidos conocido por su brillantez. Otros estadounidenses, como Julian S. Waterman, fundador de la Facultad de Derecho de la Universidad de Arkansas, lo describieron como «no sólo el mayor juez de common law, sino el mayor juez de la historia jurídica angloestadounidense», mientras que el propio Joseph Story dijo que Mansfield «derribó la estrecha barrera del common law, lo redimió del egoísmo feudal y la barbarie» y que «fue uno de esos grandes hombres levantados por la Providencia, en un momento afortunado, para efectuar una revolución saludable en el mundo».

## En la cultura popular
En la película Belle de 2013, Murray es interpretado por Tom Wilkinson.
En la película de 2015 The Scandalous Lady W, Murray es interpretado por David Calder.